# Sob Pressão (1.ª temporada)
A primeira temporada da série de televisão brasileira Sob Pressão foi exibida de 25 de julho a 19 de setembro de 2017 pela TV Globo, que co-produziu a trama em parceria com a Conspiração Filmes. Os episódios acompanham o dia-a-dia de um grupo de médicos que trabalham no sistema público de saúde e lutam para dar o melhor atendimento possível a seus pacientes apesar da escassez de recursos do hospital. A história também se foca nos dramas pessoais e no romance dos protagonistas Evandro (Júlio Andrade) e Carolina (Marjorie Estiano).
Criada por Luiz Noronha, Claudio Torres, Renato Fagundes e Jorge Furtado, é escrita por Furtado com a colaboração de Lucas Paraizo e Marcio Alemão, e conta com a direção de Mini Kerti e Andrucha Waddington — este também como diretor artístico.
A primeira leva de episódios da série teve ótima recepção do público e da crítica, tendo a maior audiência de um programa da primeira linha de shows da Globo em quatro anos e sendo elegida como melhor série do ano tanto em premiações nacionais, como o Troféu APCA e o Prêmio Extra de Televisão, quanto internacionais, como o Festival International de Programmes Audiovisuels, da França.

## Sinopse
Duas vidas atormentadas pelos fantasmas do passado encontram, uma na outra, a cura para suas almas doentes. De um lado, o cético Dr. Evandro (Júlio Andrade), cirurgião-chefe da equipe médica de um hospital público. Do outro, a religiosa e eficiente Dra. Carolina (Marjorie Estiano), cirurgiã vascular que busca na fé o antídoto contra toda miséria que enfrenta no dia a dia. Parceiros de trabalho, os dois têm em comum o desejo de salvar vidas. E precisam encontrar o equilíbrio entre as dificuldades do ofício e os conflitos íntimos para enfrentar a rotina no ambiente sob pressão e extremamente caótico de uma emergência no subúrbio do Rio de Janeiro. Em meio a casos complexos, desafios pesados e dilemas éticos, Evandro e Carolina se aproximam.

## Elenco

### Principal
- Júlio Andrade como Dr. Evandro Moreira, cirurgião torácico
- Marjorie Estiano como Drª. Carolina Alencar, cirurgiã vascular
- Stepan Nercessian como Dr. Samuel Oliveira Filho, diretor do hospital
- Bruno Garcia como Dr. Décio Guedes, clínico geral
- Tatsu Carvalho como Dr. Rafael Albertini, neurocirurgião
- Orã Figueiredo como Dr. Amir Salgado, anestesista
- Pablo Sanábio como Dr. Charles Garcia, residente
- Heloísa Jorge como Jaqueline Vaz, enfermeira
- Talita Castro como Kelly Cristina Ribeiro, técnica de enfermagem
- Josie Antello como Rosa, recepcionista do hospital
- Alexandre David como Cabo Adalberto Santos, vigilante do hospital

### Recorrente
- Natália Lage como Madalena Moreira (7 episódios)
- Emiliano Queiroz como Seu Rivaldo (7 episódios)
- Carla Ribas como Dona Eugênia (5 episódios)
- Kiko Mascarenhas como Dr. Armando (5 episódios)
- Pedro Lamin como Teo (4 episódios)
- Ângela Leal como Dona Noêmia (3 episódios)
- Letícia Isnard como Violeta (3 episódios)
- Renata Gaspar como Liliana (3 episódios)
- Luciano Vidigal como Barão (3 episódios)
- Luís Melo como José Luis Almeida (3 episódios)

### Participações especiais
Episódio 1
- Monarco como Antenor
- Cridemar Aquino como Paramédico
- Mary Sheila como Rita
- Vinícius de Oliveira como Namorado de Elaine
- Dhonata Augusto como Bredi Pite
- Priscilla Patrocínio como Elaine
- Jack Berraquero como Pimba
- Rodrigo Ferrarini como Paciente
- Yan Fonseca como Irmão de Bredi Pite

Episódio 2
- Cristina Lago como Priscila de Jesus
- Bruna Griphao como Michele
- Paulo Miklos como Valter
- Antônio Carlos como Wesley
- Luciano Vidigal como Barão
- Cindy Duarte como Agente Lúcia
- Francisco Torres como Ubiratan
- Tatiana Junod como Mulher

Episódio 3
- Laila Garin como Bete Lema Júnior
- Lucas Felipe como Ronaldo Lema Júnior
- Bintu Bah como Keicha
- Brenda Lígia como Anita Maiabá
- Isabél Zuaa como Brenda
- Paula Alexander como Luana
- Jonathas Maimone como Sérgio
- Sérgio Malheiros como Atendente da Pizzaria
- Marcelo Menezes como Jorjão

Episódio 4
- Matheus Nachtergaele como Romero
- Clarissa Pinheiro como Talita
- Camila Amado como Dona Lúcia
- Carla Ribas como Dona Eugênia
- Amir Haddad como Seu Benedito
- Gerson Lobo como Homem
- Marcello Gonçalves como Chico (Francisco de Assis)

Episódio 5
- Zezé Motta como Dona Apolônia
- Ângela Rabelo como Dercília
- Rafael Losso como Maicon
- Julia Gorman como Marisa
- Pedro Lamin como Téo

Episódio 6
- Fernando Eiras como Nelson Sedotti
- Soraya Ravenle como Sílvia Sedotti
- Ana Paula Bouzas como Lídia Gonçalves
- Felipe de Carolis como Dadi
- Jitman Vibranovski como Custódio
- Caio de Mendonça como Nico
- Breno de Filippo como Ramiro
- Cássio Pandolfi como Olívio
- Cadu Fávero como Genro de Olívio

Episódio 7
- Ivone Hoffmann como Verônica Souza
- José Dumont como Valdo Cruz
- Kika Farias como Sandra Cruz
- Cássio Pandolfh como Olívio
- Henrique Manoel Pinho como Paciente 1
- Reynaldo Machado como Paciente 2
- Fábio de Luca como Nilson
- Ragi Abib como Delegado
- Márcio Maranhão como Dr. Manfredini

Episódio 8
- Olívia Torres como Roberta
- Charles Fricks como Jorge
- Elen Cunha como Ivana
- Thainá Gallo como Leila Matos Ferreira
- Samuel Toledo como Marcos de Souza Silva
- Felipe Mendes como Jorginho
- Josianni Alciati como Dona Vilma
- Alexandre Lino como Pastor
- Edi Raffa como Perito
- Rômulo Medeiros como Juiz de Paz

Episódio 9
- Cristiane Amorim como Faustina
- João Gabriel D'Aleluia como Francisco
- Raphael Teixeira como José
- Fernanda Botelho como Rita
- Ricardo Kosovski como Pedro Paulo Gerchman
- Fábio Audi como Cadú Gerchman
- Flora Diegues como Ana
- Karina Mello com Marta
- Maria Gal como Léa

## Episódios
| N.º na série | N.º na temp. | Título       | Dirigido por                     | Escrito por                                                 | Exibição original      | Audiência |
| --- | ------------ | ------------ | -------------------------------- | ----------------------------------------------------------- | ---------------------- | --------- |
| 1 | 1            | "Episódio 1" | Andrucha Waddington e Mini Kerti | Jorge Furtado, Lucas Paraizo, Antonio Prata e Márcio Alemão | 25 de julho de 2017    | 28,2      |
| Dr. Evandro decide operar a própria esposa, que acaba não resistindo. O tempo passa. A equipe socorre uma grávida atropelada. Carolina beija Evandro. Mensagem final: Doe sangue e ajude a salvar vidas. Procure o hemocentro mais próximo.                                        |              |              |                                  |                                                             |                        |           |
| 2 | 2            | "Episódio 2" | Andrucha Waddington e Mini Kerti | Antonio Prata                                               | 1 de agosto de 2017    | 25,7      |
| Evandro questiona Carolina sobre cicatriz. Adolescente tenta suicídio no hospital. Radialista fica entre a fé e a medicina. Mensagem final: Abuso sexual infantil é crime. Denuncie. Ligue 100: Disque Direitos Humanos.                                                           |              |              |                                  |                                                             |                        |           |
| 3 | 3            | "Episódio 3" | Andrucha Waddington e Mini Kerti | Lucas Paraizo                                               | 8 de agosto de 2017    | 26,7      |
| Uma mãe reluta em autorizar o desligamento dos aparelhos do filho, que teve morte cerebral. Dr. Charles investiga origem de paciente estrangeira. Mensagem final: Saiba como ser um doador de órgãos e salvar vidas.                                                               |              |              |                                  |                                                             |                        |           |
| 4 | 4            | "Episódio 4" | Andrucha Waddington e Mini Kerti | Jorge Furtado                                               | 15 de agosto de 2017   | 28,5      |
| Vítima de violência doméstica teme denunciar marido. Dr. Evandro socorre cego e tenta salvar seu cão-guia. Amir quase é desmascarado. Mensagem final: Violência contra a mulher é crime. Denuncie. Ligue 180: Central de Atendimento à Mulher.                                     |              |              |                                  |                                                             |                        |           |
| 5 | 5            | "Episódio 5" | Andrucha Waddington e Mini Kerti | Márcio Alemão                                               | 22 de agosto de 2017   | 28,4      |
| Médicos precisam tirar bala perdida que atingiu o coração de uma senhora. Homem teme ter transmitido HIV à sua esposa, que está grávida. Mensagem final: Quanto mais cedo o diagnóstico de HIV, melhores os resultados do tratamento. Faça o teste.                                |              |              |                                  |                                                             |                        |           |
| 6 | 6            | "Episódio 6" | Andrucha Waddington e Mini Kerti | Márcio Alemão                                               | 29 de agosto de 2017   | 28,8      |
| Carolina flagra Evandro com Jaqueline. Vítimas de acidente lotam hospital. Médico não acata ordem judicial. Carolina é ameaçada. Mensagem final: Saiba mais sobre hábitos que ajudam a evitar doenças cardíacas.                                                                   |              |              |                                  |                                                             |                        |           |
| 7 | 7            | "Episódio 7" | Andrucha Waddington e Mini Kerti | Antonio Prata                                               | 5 de setembro de 2017  | 26,0      |
| Dr. Evandro depõe no Conselho Federal de Medicina. Hospital tem troca de tiros. Dra. Carolina é afastada e revê pai. Dr. Rafael faz revelação. Mensagem final: Divulgar fotos ou vídeos íntimos sem consentimento é crime. Procure uma delegacia especializada em crimes virtuais. |              |              |                                  |                                                             |                        |           |
| 8 | 8            | "Episódio 8" | Andrucha Waddington e Mini Kerti | Lucas Paraizo                                               | 12 de setembro de 2017 | 27,5      |
| Carolina expõe trauma. Evandro depõe sobre a morte da esposa e faz descoberta. Mensagem final: Abuso sexual infantil é crime. Denuncie. Ligue 100: Disque Direitos Humanos. |              |              |                                  |                                                             |                        |           |
| 9 | 9            | "Episódio 9" | Andrucha Waddington e Mini Kerti | Jorge Furtado, Lucas Paraizo, Antonio Prata e Márcio Alemão | 19 de setembro de 2017 | 27,3      |
| Evandro socorre Carolina no apartamento. Médico recebe proposta de emprego. Mensagem final: Você não está sozinho. Ligue 141: Serviço de Prevenção do Suicídio. |              |              |                                  |                                                             |                        |           |

## Heróis da Emergência
No dia 24 de setembro de 2018, duas semanas antes da estreia da segunda temporada de Sob Pressão, a TV Globo exibiu um resumo da primeira temporada da série em formato de longa-metragem sob o título Sob Pressão: Heróis da Emergência. O telefilme foi composto de trechos dos episódios e teve foco no progresso dos dramas pessoais dos protagonistas Evandro e Carolina.

## Prêmios e indicações
| Ano  | Prêmio                    | Categoria             | Indicado                                  | Resultado | Ref.          |
| ---- | ------------------------- | --------------------- | ----------------------------------------- | --------- | ------------- |
| 2017 | Troféu APCA               | Melhor Série          | Melhor Série                              | Venceu    | [ 17 ] [ 18 ] |
| 2017 | Troféu APCA               | Melhor Ator           | Júlio Andrade (também por 1 Contra Todos) | Venceu    | [ 17 ] [ 18 ] |
| 2017 | Troféu APCA               | Melhor Atriz          | Marjorie Estiano                          | Indicado  | [ 17 ] [ 18 ] |
| 2017 | Troféu APCA               | Melhor Diretor        | Andrucha Waddington e Mini Kerti          | Indicado  | [ 17 ] [ 18 ] |
| 2017 | Melhores do Ano           | Ator de Série         | Júlio Andrade                             | Venceu    | [ 19 ]        |
| 2017 | Melhores do Ano           | Atriz de Série        | Marjorie Estiano                          | Venceu    | [ 19 ]        |
| 2017 | Prêmio F5                 | Melhor Série          | Melhor Série                              | Venceu    | [ 20 ]        |
| 2017 | Prêmio F5                 | Melhor Atriz de Série | Marjorie Estiano                          | Venceu    | [ 20 ]        |
| 2017 | Prêmio Contigo! Online    | Melhor Série          | Melhor Série                              | Indicado  | [ 21 ] [ 22 ] |
| 2017 | Prêmio Contigo! Online    | Melhor Ator de Série  | Júlio Andrade                             | Venceu    | [ 21 ] [ 22 ] |
| 2017 | Prêmio Contigo! Online    | Melhor Atriz de Série | Marjorie Estiano                          | Venceu    | [ 21 ] [ 22 ] |
| 2017 | Prêmio Extra de Televisão | Melhor Série          | Melhor Série                              | Venceu    | [ 23 ]        |
| 2017 | Prêmio Extra de Televisão | Melhor Ator           | Júlio Andrade                             | Indicado  | [ 23 ]        |
| 2017 | Prêmio Extra de Televisão | Melhor Atriz          | Marjorie Estiano                          | Indicado  | [ 23 ]        |